# Jorge Doroteo Zapata
Jorge Doroteo Zapata García (Chihuahua, Chihuahua, 26 de septiembre de 1949) es un abogado y político mexicano, miembro del Partido Revolucionario Institucional, ha sido diputado federal y fue senador por el estado de Chihuahua de 2000 a 2006.
Es abogado egresado de la Universidad Autónoma de Chihuahua, ha participado durante toda su carrera política dentro de la Confederación de Trabajadores de México de la que es miembro desde 1967, desde 1984 es el Secretario General de la Federación de Trabajadores del Estado de Chihuahua, es decir, la CTM estatal. En 1985 fue elegido diputado federal por el VII Distrito Electoral Federal de Chihuahua a la LIII Legislatura, en 1992 fue diputado local plurinomial a la LVII Legislatura del Congreso del Estado de Chihuahua, en 1997 volvió a ser diputado federal, esta vez, plurinominal a la LVII Legislatura y del 2000 al 2006 fue Senador de primera minoría por el Estado de Chihuahua, tras ser derrotado por Javier Corral Jurado del Partido Acción Nacional en las elecciones del 2000.
- Datos: Q5934884